# Carl Gottlob Molt

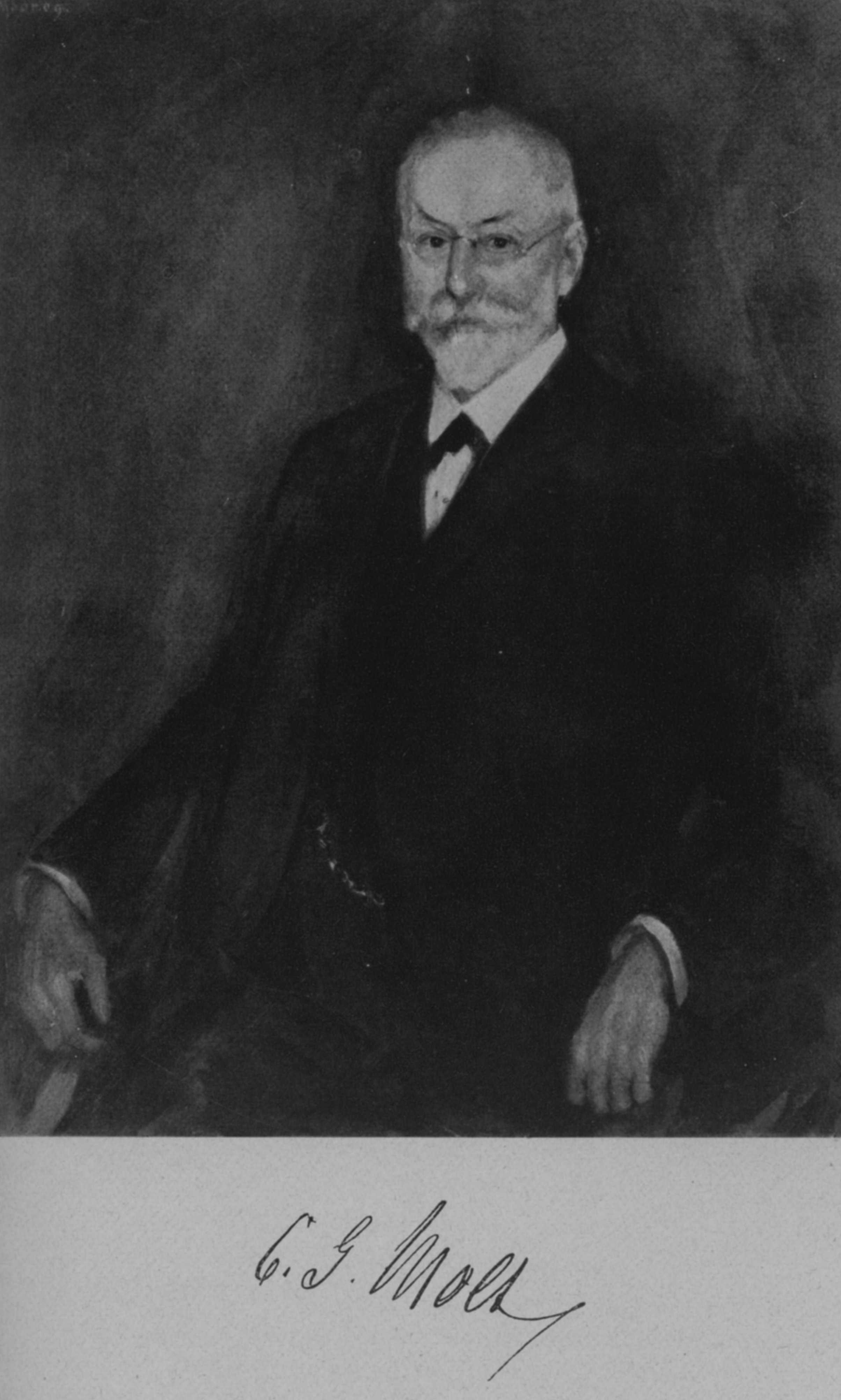
Carl Gottlob Molt, Gemälde von Henrik Moor, 1909

Carl Gottlob Molt (* 26. September 1842 in Stuttgart; † 21. Januar 1910 ebenda) war ein deutscher Versicherungsunternehmer. Er gründete in Stuttgart den Allgemeinen Deutschen Versicherungsverein und war maßgeblich an der Einführung der Haftpflichtversicherung beteiligt.

## Leben
Molts Eltern waren der Mechaniker Karl Gottlob Molt und dessen Frau Karoline, geb. Wirth. Er besuchte die Realschule in Stuttgart und machte anschließend eine Lehre als Konditor. Die Wanderschaft führte ihn über Braunschweig und Halle nach Lübeck zur Firma Niederegger. 1863 kehrte er nach Stuttgart zurück, wo er eine Handelsschule besuchte, als Buchhalter arbeitete und schließlich zusammen mit seinem Schwager ein Agenturgeschäft in Stuttgart eröffnete. Ab 1868 war er im Versicherungswesen tätig. 1874 gründete er in Stuttgart zusammen mit dem Rechtsanwalt Karl Schott den Allgemeinen Deutschen Versicherungs-Verein als Genossenschaft, die 1879 in einen Versicherungsverein auf Gegenseitigkeit umgewandelt wurde. Zur anfänglichen Betrieb einer Haftpflichtversicherung kam später auch der Betrieb einer Unfall-, Kranken- und Sterbegeldversicherung dazu. Molt warb auch mit zahlreichen Schriften für die Haftpflichtversicherung. Gegen Ende des 19. Jahrhunderts kam der Betrieb einer Automobil-Haftpflichtversicherung hinzu. 
Molts Versicherungsunternehmen entwickelte sich zu einem der größten deutschen Versicherungsbetriebe, in dem er modernste Bürotechnik einsetzte. 1927 fusionierte das Unternehmen mit der Allianz-Versicherung.
Molt war daneben Mitglied des Stuttgarter Stadtverordnetenkollegiums. 
Im Jahr 1865 heiratete Carl Gottlob Molt Christiane Schach. Von insgesamt 13 Kindern starben sieben jung. Der Politikwissenschaftler Peter Molt ist ein Enkel von Carl Gottlob Molt.

## Veröffentlichungen
- Kritik des Entwurfes eines Reichs-Unfall-Versicherungs-Gesetzes. Greiner & Pfeiffer, Stuttgart 1881.
- Vortrag über die zukünftige gesetzliche Versorgung der Arbeiter unter kritischer Erörterung des Unfallversicherungs-Entwurfes. Süddeutsches Verlags-Institut 1884.
- Wie soll man sein Leben versichern? Eine Anleitung zur Erzielung einer auskömmlichen Pensions-Versicherung oder Alters-, Invaliden-, Witwen- und Waisen-Versorgung. Selbstverlag, Stuttgart 1890.
- Zur Haftpflichtversicherung: eine Abwehr und Aussprache in friedlichem Sinne. Hammer, Stuttgart 1900.
- Die Kredit-Versicherung. Greiner & Pfeiffer, Stuttgart 1905
- Zur Frage der Aufsichtsratversicherung: Beiträge. Kohlhammer, Stuttgart 1906.
- Allgemeiner Deutscher Versicherungs-Verein in Stuttgart: Haftpflicht-, Unfall- und Lebens-Versicherung. Greiner & Pfeiffer, Stuttgart 1908.